# Магнолія (Північна Кароліна)
Магнолія (англ. Magnolia) — місто (англ. town) в США, в окрузі Даплін штату Північна Кароліна. Населення — 831 особа (2020).

## Географія
Магнолія розташована за координатами 34°53′46″ пн. ш. 78°3′12″ зх. д. / 34.89611° пн. ш. 78.05333° зх. д. (34.896248, -78.053284).  За даними Бюро перепису населення США в 2010 році місто мало площу 2,65 км², з яких 2,64 км² — суходіл та 0,00 км² — водойми. В 2017 році площа становила 2,79 км², з яких 2,79 км² — суходіл та 0,00 км² — водойми.

## Демографія
Згідно з переписом 2010 року, у місті мешкало 939 осіб у 340 домогосподарствах у складі 237 родин. Густота населення становила 355 осіб/км².  Було 416 помешкань (157/км²).
Расовий склад населення:
| - 34,3 % — білих - 33,7 % — чорних або афроамериканців - 0,9 % — корінних американців - 0,3 % — азіатів - 0,2 % — вихідців з тихоокеанських островів - 28,9 % — осіб інших рас |

До двох чи більше рас належало 1,8 %. Частка іспаномовних становила 40,3 % від усіх жителів.
За віковим діапазоном населення розподілялося таким чином: 31,3 % — особи молодші 18 років, 56,6 % — особи у віці 18—64 років, 12,1 % — особи у віці 65 років та старші. Медіана віку мешканця становила 31,7 року. На 100 осіб жіночої статі у місті припадало 103,7 чоловіків;  на 100 жінок у віці від 18 років та старших — 93,1 чоловіків також старших 18 років.
Середній дохід на одне домашнє господарство  становив 39 520 доларів США (медіана — 36 750), а середній дохід на одну сім'ю — 43 198 доларів (медіана — 38 304). За межею бідності перебувало 29,4 % осіб, у тому числі 34,5 % дітей у віці до 18 років та 18,6 % осіб у віці 65 років та старших.
Цивільне працевлаштоване населення становило 471 особа. Основні галузі зайнятості: виробництво — 21,0 %, сільське господарство, лісництво, риболовля — 17,8 %, освіта, охорона здоров'я та соціальна допомога — 15,1 %, будівництво — 13,0 %.